# Vaya Con Dios
Vaya Con Dios è stato un gruppo musicale belga fondato nel 1986 da Dani Klein, Dirk Schoufs, e Willy Lambregt (quest'ultimo poi sostituito da Jean-Michel Gielen).

## Carriera
Tra i loro successi internazionali si ricordano Just A Friend Of Mine (molto apprezzata in Francia), What's a Woman? (numero 1 nei Paesi Bassi nel 1990), Nah Neh Nah, Don't Cry for Louie, Puerto Rico, "Heading for a Fall", Johnny, Sunny Days e Don't Break My Heart. In totale i Vaya Con Dios hanno venduto più di 7 milioni di album e più di 3 milioni di singoli. Nel dicembre 2010 è pubblicato un remix della canzone Nah Neh Nah con i tedeschi Duo DJ Milk & Sugar, che ottiene un successo non previsto ed entra nella top 10 tedesca.

## Discografia parziale
- 1988 - Vaya Con Dios
- 1990 - Night Owls
- 1992 - Time Flies
- 1995 - Roots and Wings
- 2004 - The Promise
- 2009 - Comme on est venu...